# 洪士陶
洪士陶（1877年—1922年农历九月:64），字亦巢，道名解空，江苏如皋人，中华民国新兴宗教道院的创始成员。

## 生平
1916年至1917年间，洪士陶任山东省滨县县署总务科长，公暇之余常参与在县公署后大仙祠进行的扶乩活动，是民国新兴宗教道院前身“滨坛”的创始成员。在“滨坛”主要成员驻防营营长刘绍基转任济南、滨县知事吴福森被调往长清县后，洪士陶等乩坛骨干也聚集于济南，展开了道院历史的“济坛”时代。
1921年，刘绍基、杜秉寅等济坛的核心成员在济南正式创立民间宗教组织“济南道院”，洪士陶也属创始成员。

## 备注
1. ↑  根据《庚申经坛诸方齿录》年龄43推算[1]:64